# 気管支肺異形成症
気管支肺異形成症（きかんしはいいけいせいしょう、英: bronchopulmonary dysplasia、BPD）は、早産児において長期間の呼吸補助（酸素投与など）が必要となる疾患であり、慢性肺疾患（まんせいはいしっかん、英: chronic lung disease、CLD）とも呼ばれる。呼吸窮迫症候群（RDS）の児において多くみられる。BPDの定義は、早産児の生存率の向上や、サーファクタント投与、出産前のグルココルチコイド療法、侵襲性の低い人工呼吸管理といった新生児管理の改善などを背景として、変化し続けている。 
BPDの重症度は、児の成熟度、成長、および全体的な重症度と相関する。 

## 症状

### 合併症
早期の気管挿管によって、哺乳障害に至る場合がある。そのような場合、口腔触覚過敏症（口腔嫌悪）を示すことも多い。 
- 低酸素血症
- 高二酸化炭素血症
- 湿性ラ音、喘鳴、呼吸音の減少
- 気管支分泌物の増加
- 過膨張
- 頻繁な下気道感染症
- 成長と発達の遅れ
- 肺性心
- 胸部レントゲン：過膨張、低横隔膜、無気肺、嚢胞性変化

## 原因
早産児に対して長期間の高濃度酸素投与を要することにより、壊死性細気管支炎に加え、炎症と瘢痕を伴う肺胞中隔損傷を引き起し、低酸素血症に至る。サーファクタント療法や肺保護換気（HFOVなど）の出現により、軽症例に留まることが多くなってきた。 

## 診断と重症度分類

### 古典的な基準
古典的な基準では、下記に基づいて出生後28日でBPDと診断された。 
1. 出生後最初の2週間において、3日間以上の陽圧換気。
2. 呼吸機能異常の臨床徴候。
3. PaO2 > 50 mmHg に維持するために28日以上の酸素補給が必要。
4. BPDに特徴的なびまん性異常所見を伴う胸部X線写真。

### 重症度分類（NIH 2001）
BPD（21 %以上の酸素で少なくとも28日間治療された新生児）に対する、アメリカ国立衛生研究所が2001年に提唱した重症度分類は以下の通り
28日以上の酸素投与をBPDの定義とした上で、在胎32週未満で出生の児に関しては修正36週または退院のいずれか早い方において、在胎32週以降で出生の児に関しては日齢56または退院のいずれか早い方において、
Mild BPD（軽症）
- 酸素投与なし

Moderate BPD（中等症）
- 酸素投与を要するが必要酸素濃度が30%未満

Severe BPD（重症）
- 必要酸素濃度が30%以上または陽圧換気（PPV ないし NCPAP）を要する

## 病型分類
日本における慢性肺疾患の病型分類は下表の通りである。
絨毛膜羊膜炎を伴う慢性肺疾患の場合、胸部レントゲンで泡沫状・気腫状陰影があれば III 型、なければ III' 型に分類される。
I 型、II 型が気管支肺異形成症に、III 型がウィルソン・ミキティ症候群に、それぞれ相当すると考えてよい。
| 慢性肺疾患の 病型 | 呼吸窮迫症候群 （RDS） | IgM高値 絨毛膜羊膜炎 臍帯炎 | 28日以上 泡沫状／気腫状陰影 |
| ----------------- | ---------------------- | --------------------------- | --------------------------- |
| I                 | +                      | -                           | +                           |
| II                | +                      | -                           | -                           |
| III               | -                      | +                           | +                           |
| IV                | -                      | 不詳                        | +                           |
| III'              | -〜+                   | +                           | -                           |
| V                 | -                      | -                           | -                           |
| VI                |                        |                             |                             |

## 管理
日齢7以内の早期新生児にステロイドを投与すると、気管支肺異形成を予防できることを示す文献がある。ただし、ステロイド投与による神経発達後遺症のリスクがメリットを上回る可能性がある。 
日齢8以降にステロイドを投与することが有害であるか有益であるかは不明である。人工呼吸器から外すことができない人にのみ使用することが推奨される。 
LBWの赤ちゃんのビタミンAが死亡率と気管支肺異形成の減少に関連していることを示示す文献もある。 
酸素投与なしだと酸素飽和度が低い場合は、自宅での酸素療法が推奨される。 

## 疫学
BPDの発生率は施設によって異なる。新生児のリスク要因やケアの内容（許容酸素飽和度の設定値など）に加え、定義の違いも影響する。 